# Weingut Annaberg
Das Weingut Annaberg ist ein Gebäude in Kallstadt, das unter Denkmalschutz steht.

## Lage
Das ehemalige Weingut liegt in Deutschland in der Pfalz zwischen den Orten Bad Dürkheim, Kallstadt und Leistadt. Es befindet sich südwestlich des Kallstadter Siedlungsgebiets in der nach ihm benannten Annabergstraße.

## Architektur
Bei dem Gebäude handelt es sich um einen Vierseithof, der im Zeitraum von 1840 bis 1843 errichtet wurde. Zentrales Gebäude ist das eineinhalbgeschossige, spätklassizistische Wohnhaus, hinzu kommt außerdem die ehemalige Walmdachscheune, bei der einzelne Bauteile aus dem Jahr 1779 stammen. Ebenfalls Teil des Ensembles ist der Landschaftsgarten, der mutmaßlich im zweiten Viertel des 19. Jahrhunderts angelegt wurde.

## Geschichte
Ursprünglich stand an der Stelle eine Ziegelhütte aus dem Mittelalter, doch seit etwa 1804 wird vor Ort Wein angebaut. Der Weingutbetrieb selbst wurde um 1980 eingestellt, als das Weingut erstmalig als Hotel genutzt wurde. Heute wird wieder Wein auf den an das ehemalige Weingut angrenzenden Rebflächen produziert.